# Spätbarocke Architektur in Polen-Litauen

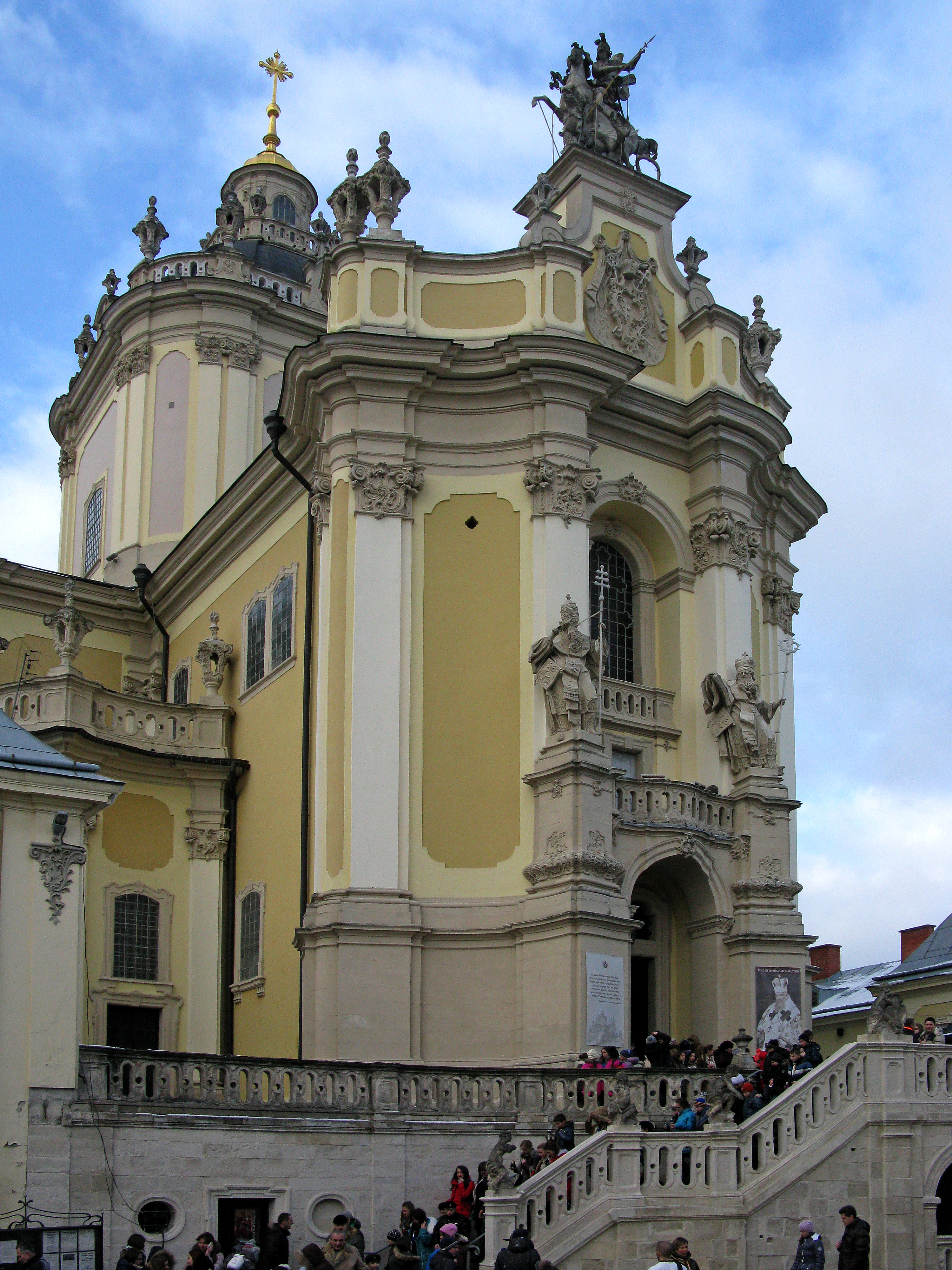
Bernard Meretyn: Sankt-Georgs-Kathedrale in Lwiw, Ukraine.

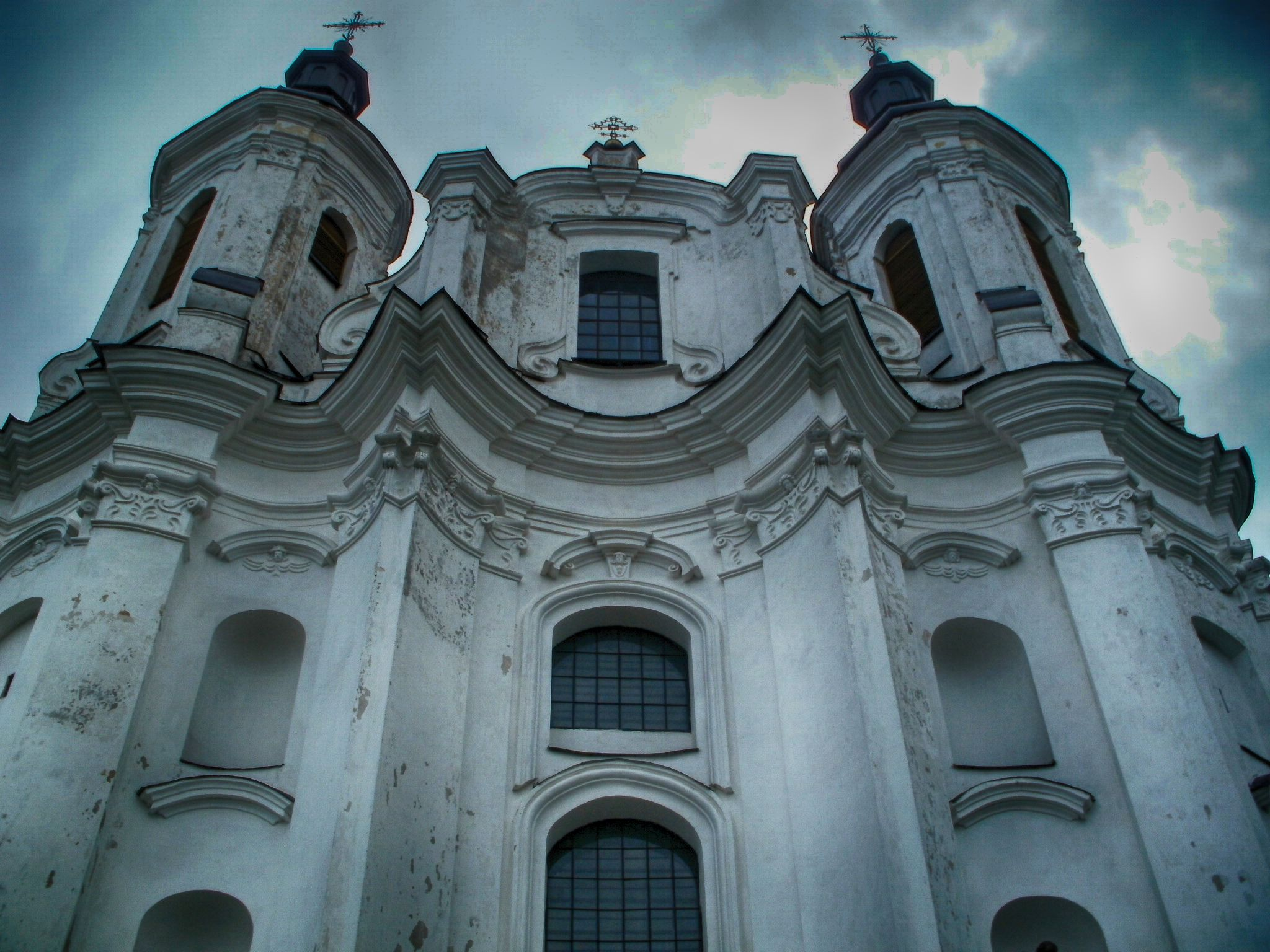
Andreaskirche in Slonim, Belarus

In der Königlichen Republik (Rzeczpospolita) der polnischen Krone und des Großfürstentums Litauen nahm die Architektur auch in der Spätzeit des Barocks regen Anteil an dieser gesamteuropäischen Kunstepoche.

## Geschichte
Der Spätbarock bzw. seine Spielart Rokoko herrschte in Mitteleuropa wie im Herrschaftsbereich Spaniens und Portugals länger als in den kulturellen Zentren Rom, Paris und London und wurde später als dort vom Neoklassizismus (in der internationalen Bedeutung des Begriffs) abgelöst.
Als letzte Könige von Polen und Großfürsten von Litauen standen August II. (1697–1706, 1709–1733), Stanisław I. Leszczyński (1704–1709, 1733–1736), August III. (1733–1763) und Stanislaw II. August Poniatowski (1764–1795) an der Spitze der Rzeczpospolita. Der Große Nordische Krieg (1700–1721), in dem Polen auf beiden Seiten kämpften, führte zur Verwüstung weiter Landstriche, und der Polnische Thronfolgekrieg (1733–1738) griff bis zum Rhein und nach Italien über.
Während die Selbstherrlichkeit und Reformfeindlichkeit der Magnaten, die Ausbeutung der leibeigenen Bauern, die Benachteiligung anderssprachiger und nicht römisch-katholischer Bevölkerungsteile sowie die Annexionspolitik Russlands und Preußens der Teilung des Staates (1772, 1793 und 1795) und dessen vollständigem Untergang Vorschub leisteten, erlebte unter den prachtliebenden Sachsenkönigen August II. und August III. Warschau gleich wie Dresden und Nancy (Residenz Stanisław Leszczyńskis als Herzog von Lothringen) eine glanzvolle Erneuerung, die von den Veduten Bernardo Bellottos dokumentiert wird.
In zwei Zentren im Osten des Landes kam es seit den 1740er Jahren zu einer eigenständigen Entwicklung der Barockarchitektur, nämlich im litauischen Vilnius (polnisch Wilno) mit Johann Christoph Glaubitz und im ruthenischen Lwiw (polnisch Lwów) mit Bernard Meretyn, Jan de Witte, Gottfried Hoffmann und Paolo Fontana. Zum Teil gingen Spätbarock und Neoklassizismus ineinander über (so bei Giacomo Fontana). Neben der Anwesenheit zahlreicher Architekten süd- und westeuropäischer Herkunft in Polen-Litauen verdient das Wirken des polnischen Architekten Stefan Ittar beim Wiederaufbau des erdbebenzerstörten Catania Erwähnung.
Aus der Zeit des Spätbarocks bzw. Rokokos sind in den heutigen Nachfolgestaaten der Rzeczpospolita unter anderen folgende Bauwerke erwähnenswert:

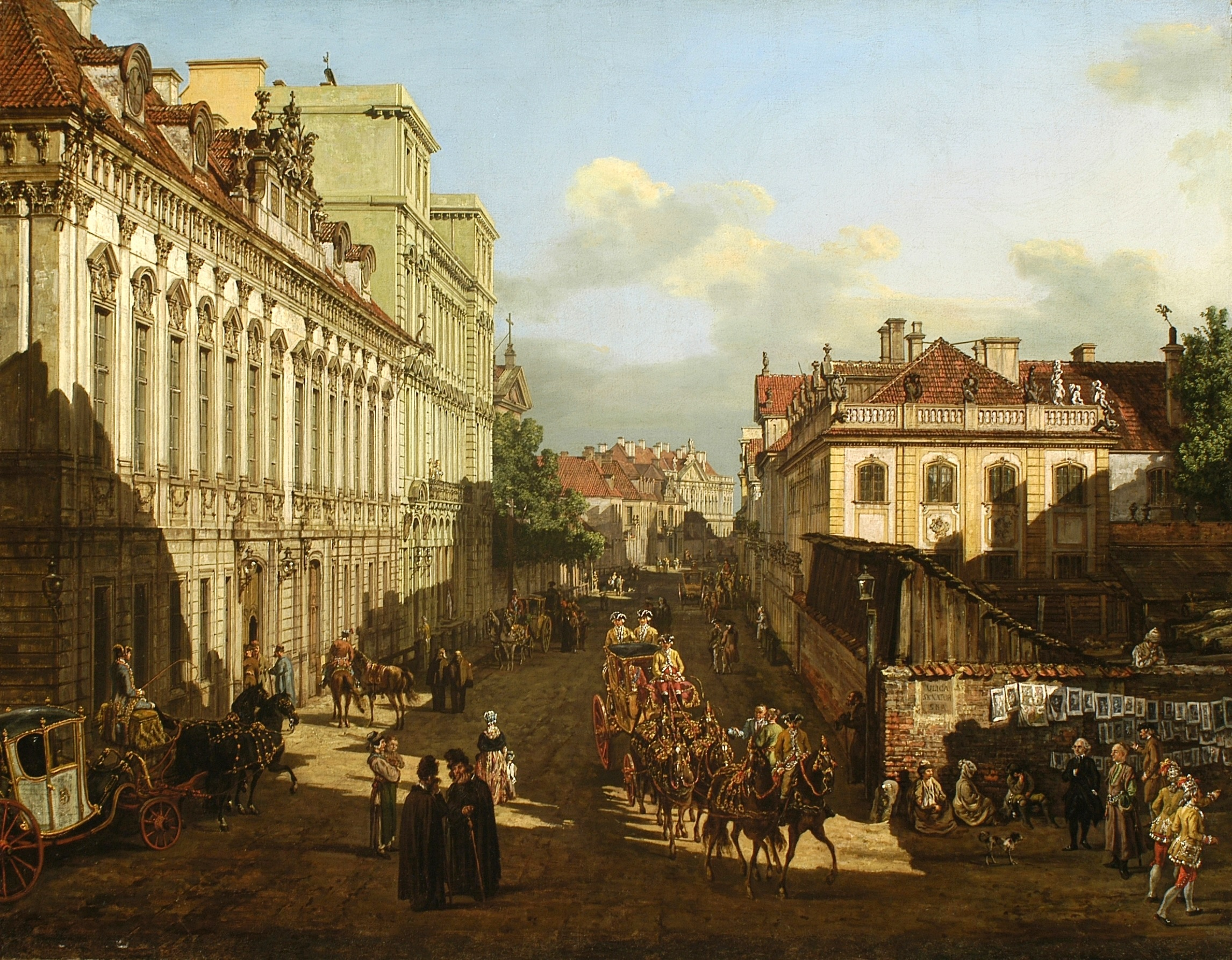
Bernardo Bellotto: Miodowa-Straße in Warschau (1777).

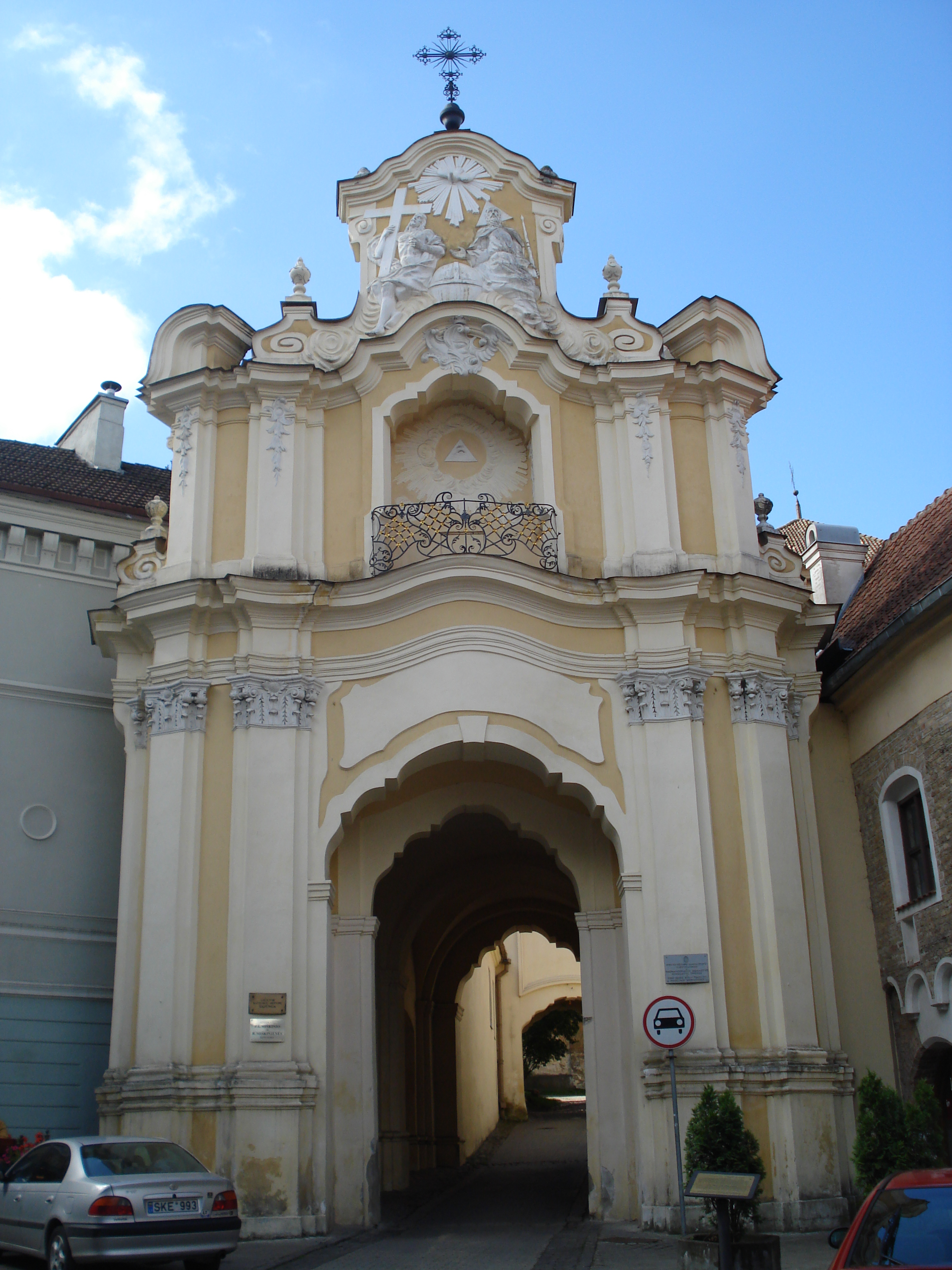
Tor des Basilianerklosters in Vilnius, Litauen.

## Polen
- Chełm, Mariä-Geburts-Basilika
- Choroszcz, Branicki-Palast (1757–1759)
- Ciążeń, Bischofspalast
- Drohiczyn, Benediktinerinnenkirche (1734–1738, Giacomo Fontana)
- Kobyłka, Dreifaltigkeitsbasilika (1736–1740, Guido Longhi)
- Krakau, Trinitarierkirche (1741–1758, Francesco Placidi), Verklärungskirche (Fassade 1759–1761. Francesco Placidi)
- Młodzawy Małe (Pińczów), Kirche des Heiligen Geistes und der Mater Dolorosa (1716–1720)
- Oliwa, Äbtepalast (1754–1756)
- Otwock Wielki (Karczew), Bieliński-Palast (Giacomo Fontana)
- Puławy, Czartoryski-Palast (später umgebaut)
- Radzyń Podlaski, Potocki-Palast (Giacomo Fontana)
- Rydzyna, Sułkowski-Palast (1742–1745, Carl Martin Frantz)
- Tarnobrzeg, Dominikanerkloster (1706)
- Warschau, Fassade der Heiligkreuzbasiika (Giacomo Fontana), Visitantinnenkirche (Carlo Antonio Bay), Ostfassade des Königsschlosses (Gaetano Chiaveri, Carl Friedrich Pöppelmann), Sächsisches Palais (Carl Friedrich Pöppelmann, Joachim Daniel Jauch, im 19. Jh. umgebaut), Brühlsches Palais (1754–1759 umgebaut, Joachim Daniel Jauch, Johann Friedrich Knöbel), Blauer Palast (im 19. Jh. umgebaut), Palast unter dem Blechdach (1698–1701), Sapieha-Palast (1726–1734, Johann Sigmund Deybel), Palast der Bischöfe von Krakau (Giacomo Fontana), Mietshaus Prażmowski

## Litauen
- Vilnius (Wilno), Augustinerkirche, Heiliggeistkirche, Katharinenkirche (1739–1743, Johann Christoph Glaubitz), Missionskirche (1751–1756)

## Ukraine
- Berdytschiw (Berdyczów), Karmelitenkirche (Jan de Witte)
- Berestetschko (Beresteczko), Dreifaltigkeitskirche
- Butschatsch (Buczacz), Rathaus (Bernard Meretyn)
- Isjaslaw (Zasław), Sanguszko-Palast, Josephskirche (1747–1755)
- Kremenez (Krzemieniec), Stanislauskirche
- Lwiw (Lwów), Dominikanerkirche (Jan de Witte), Sankt-Georgs-Kathedrale (Bernard Meretyn), Lubomirski-Palast (Jan de Witte)
- Pidhirzi (Podhorce), Schlosskirche St. Joseph (1752–1766, Entwurf Bernardino Zanobi de Gianotis, Ausstattung Sebastian Fesinger)
- Potschajiw (Poczajów), Mariä-Entschlafens-Kathedrale (1771–1782, Gottfried Hoffmann)
- Sbarasch (Zbaraż), Bernhardinerkirche (1746–1752)
- Ternopil (Tarnopol), Dominikanerkirche (1773–1778)
- Tscherwonohrad (Krystynopol), Potocki-Palast (um 1756, Pierre Ricaud de Tirregaille)

## Belarus
- Bieraźviečča (Berezwecz), Basilianerkirche (zerstört)
- Budslau (Budsław), Mariä-Himmelfahrts-Kirche (1740–1755, Giacomo Fontana)
- Minsk (Mińsk), Basilianerkirche
- Polazk (Połock), Sophienkathedrale
- Slonim (Słonim), Andreaskirche

## Galerie

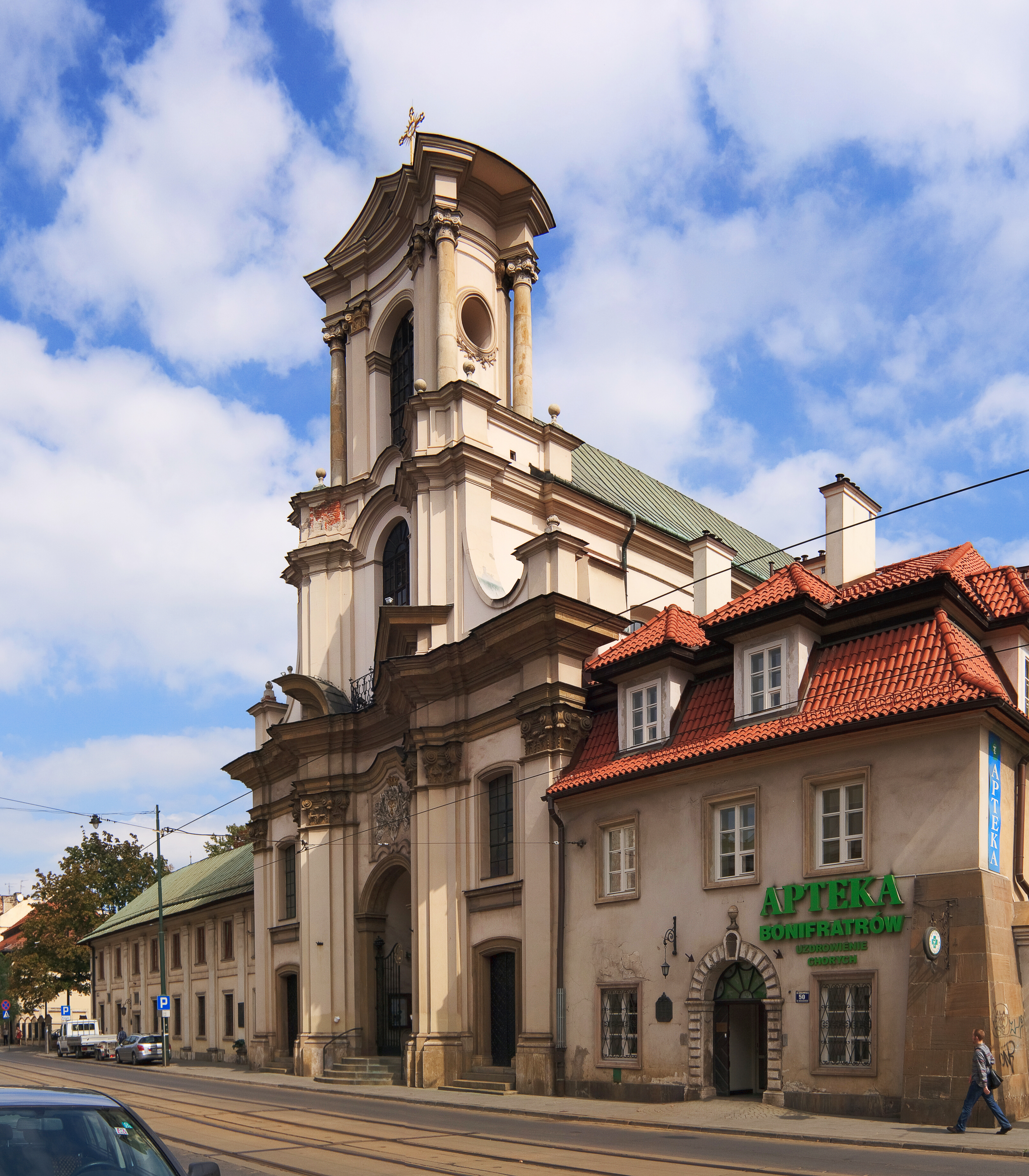
Francesco Placidi: Trinitarierkirche, Krakau, Polen.
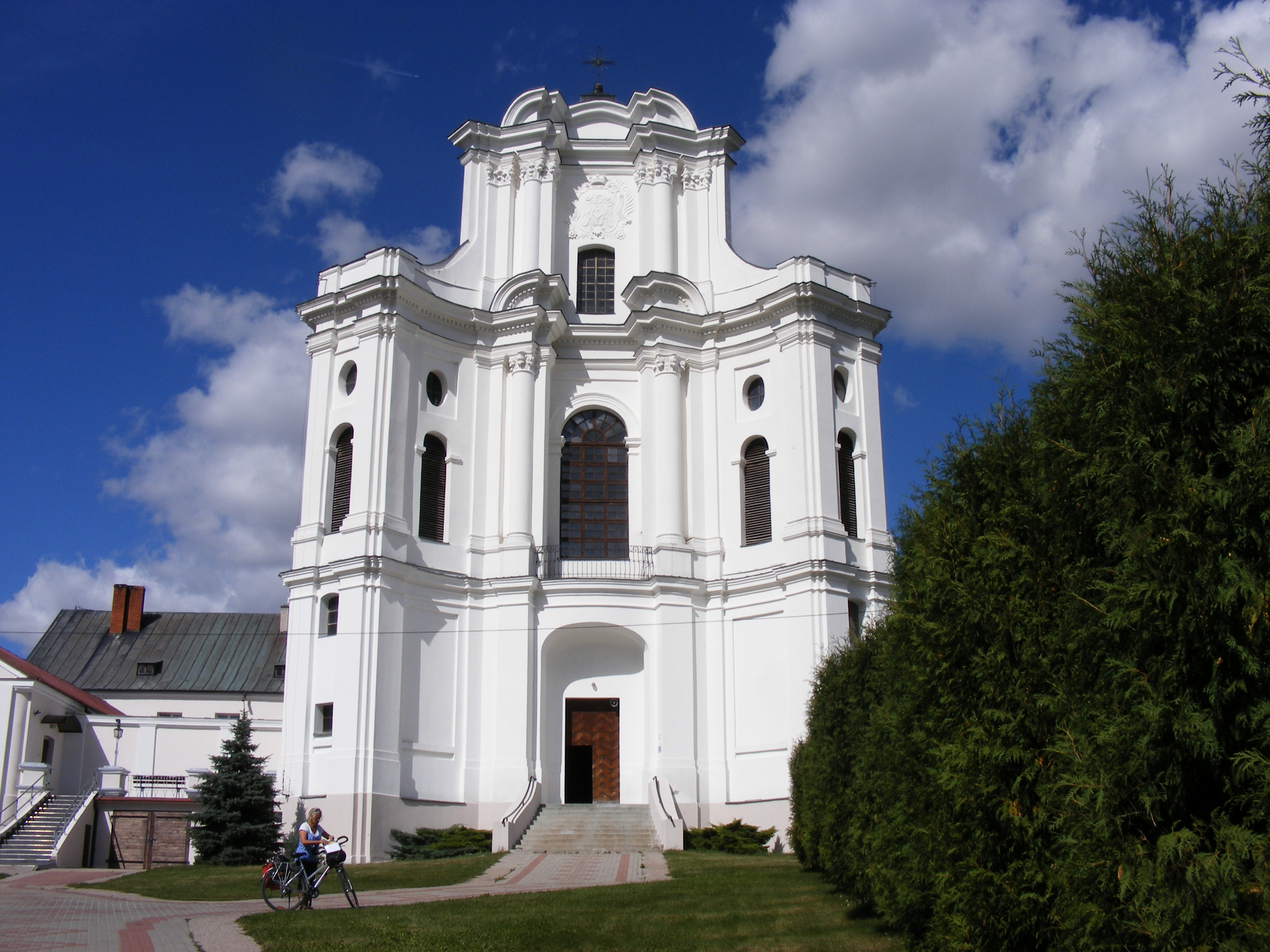
Giacomo Fontana: Benediktinerinnenkirche, Drohiczyn, Polen.
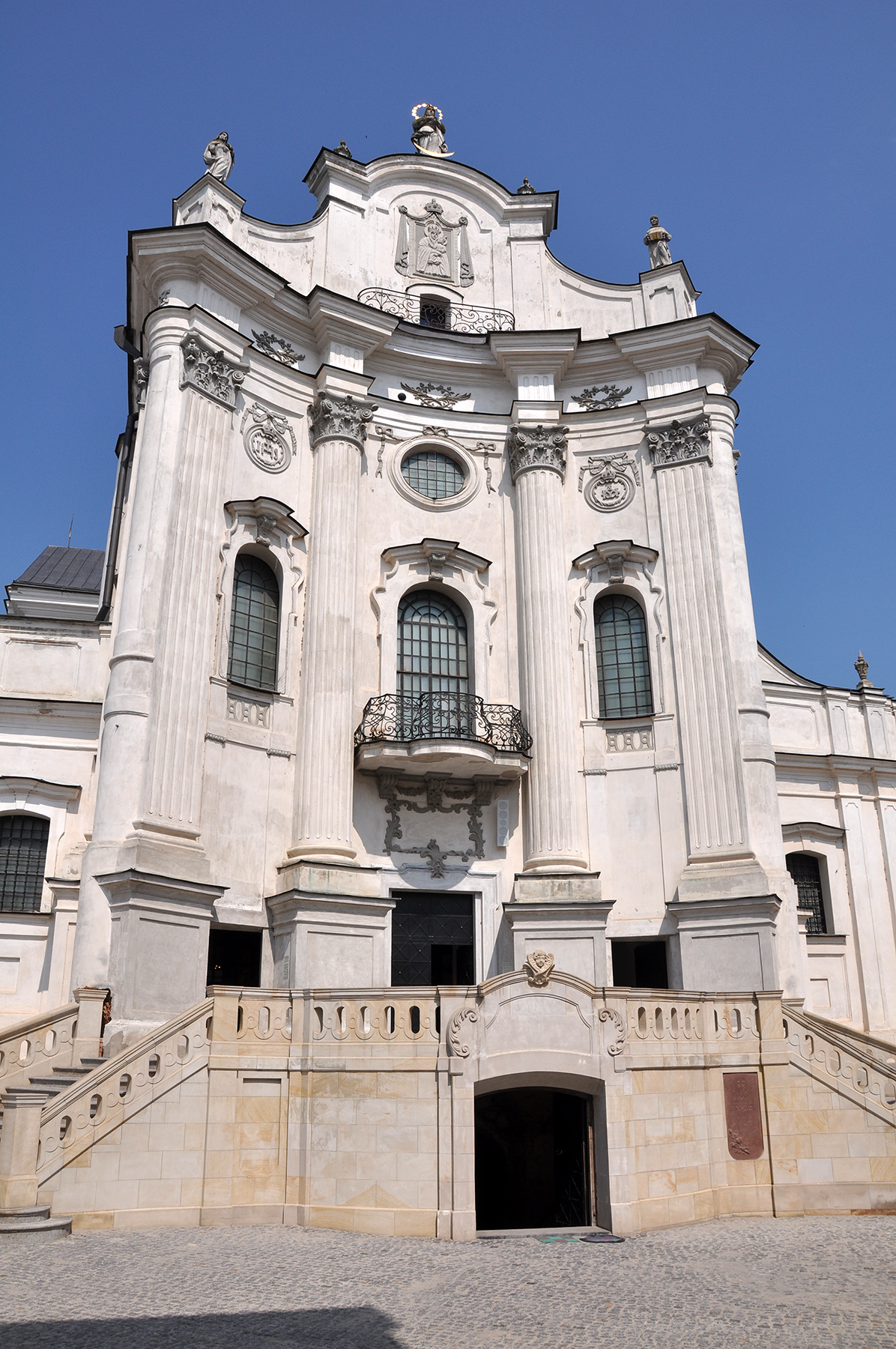
Jan de Witte: Karmelitenkirche, Berdytschiw, Ukraine.
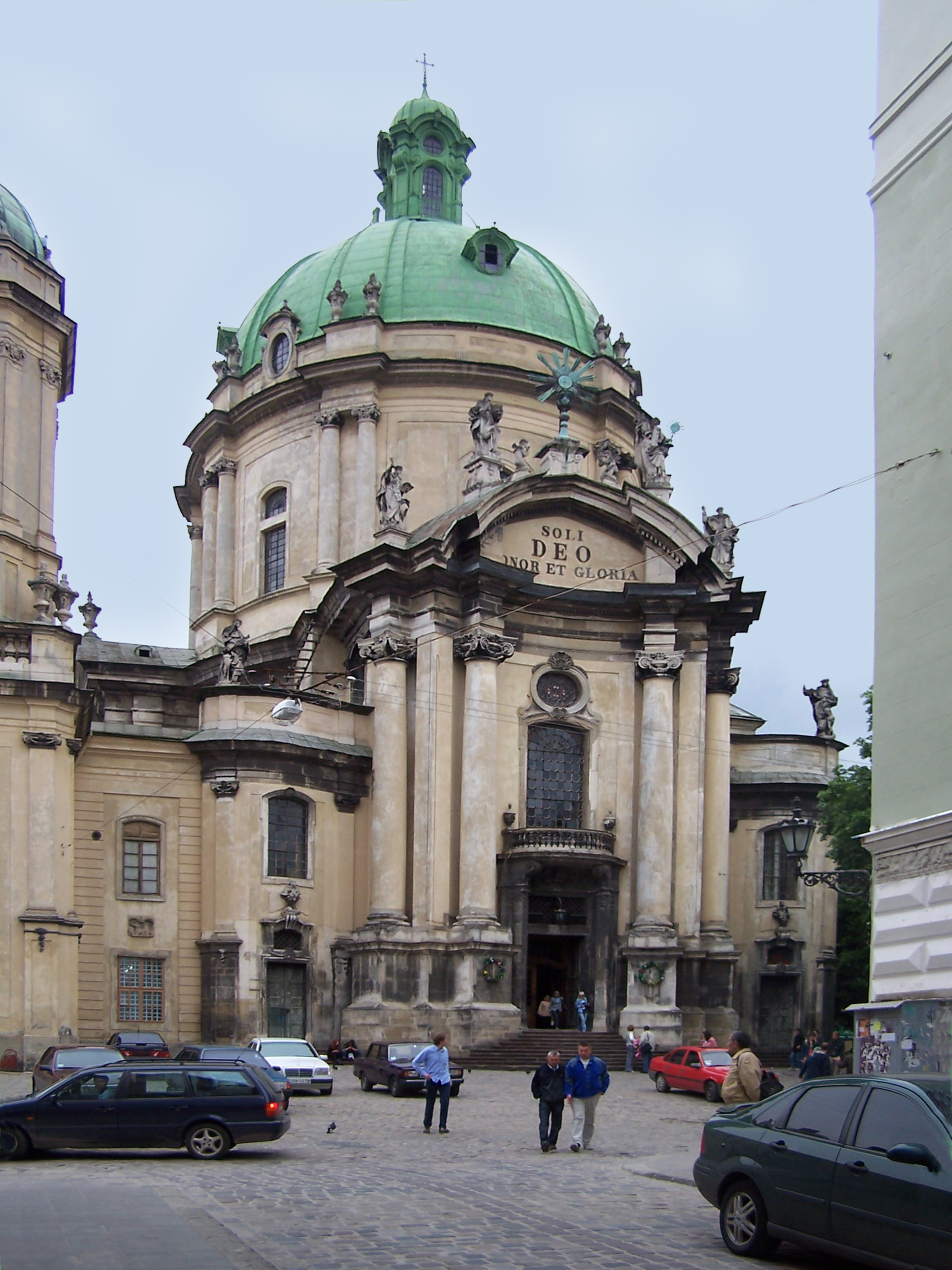
Jan de Witte: Dominikanerkirche, Lwiw, Ukraine.
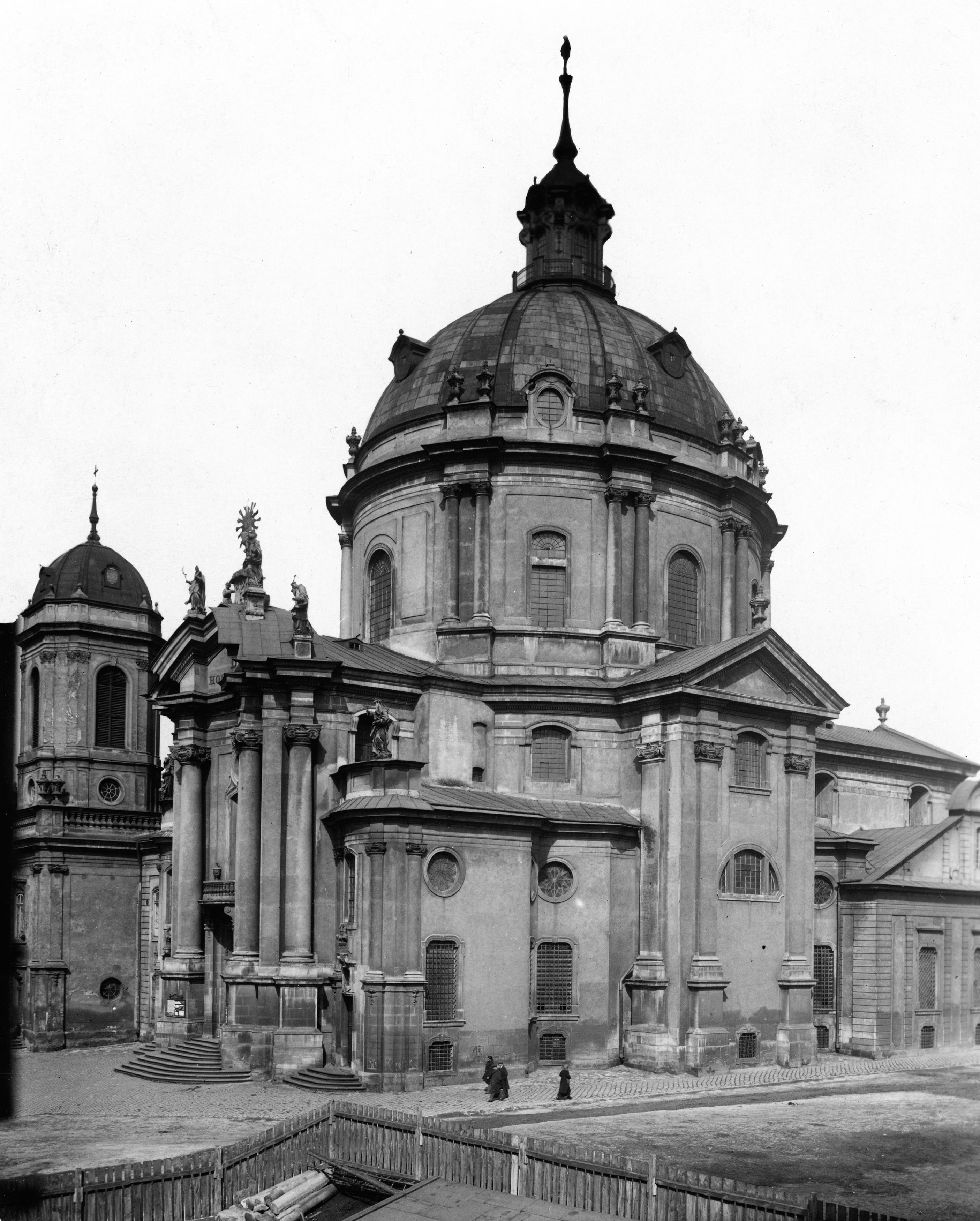
Dominikanerkirche, Lwiw (Zustand 1928).
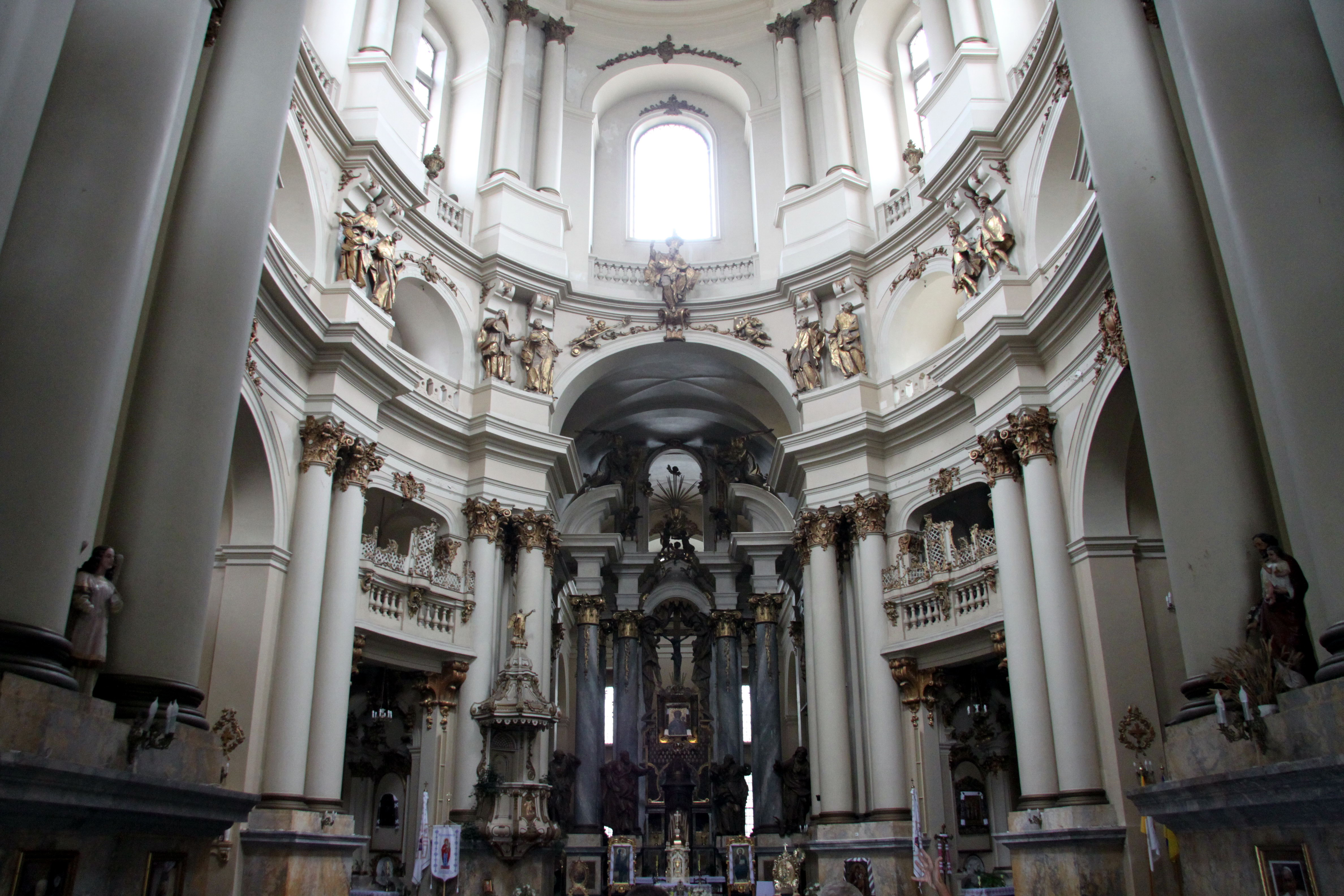
Dominikanerkirche, Lwiw: Innenansicht, Hauptaltar.
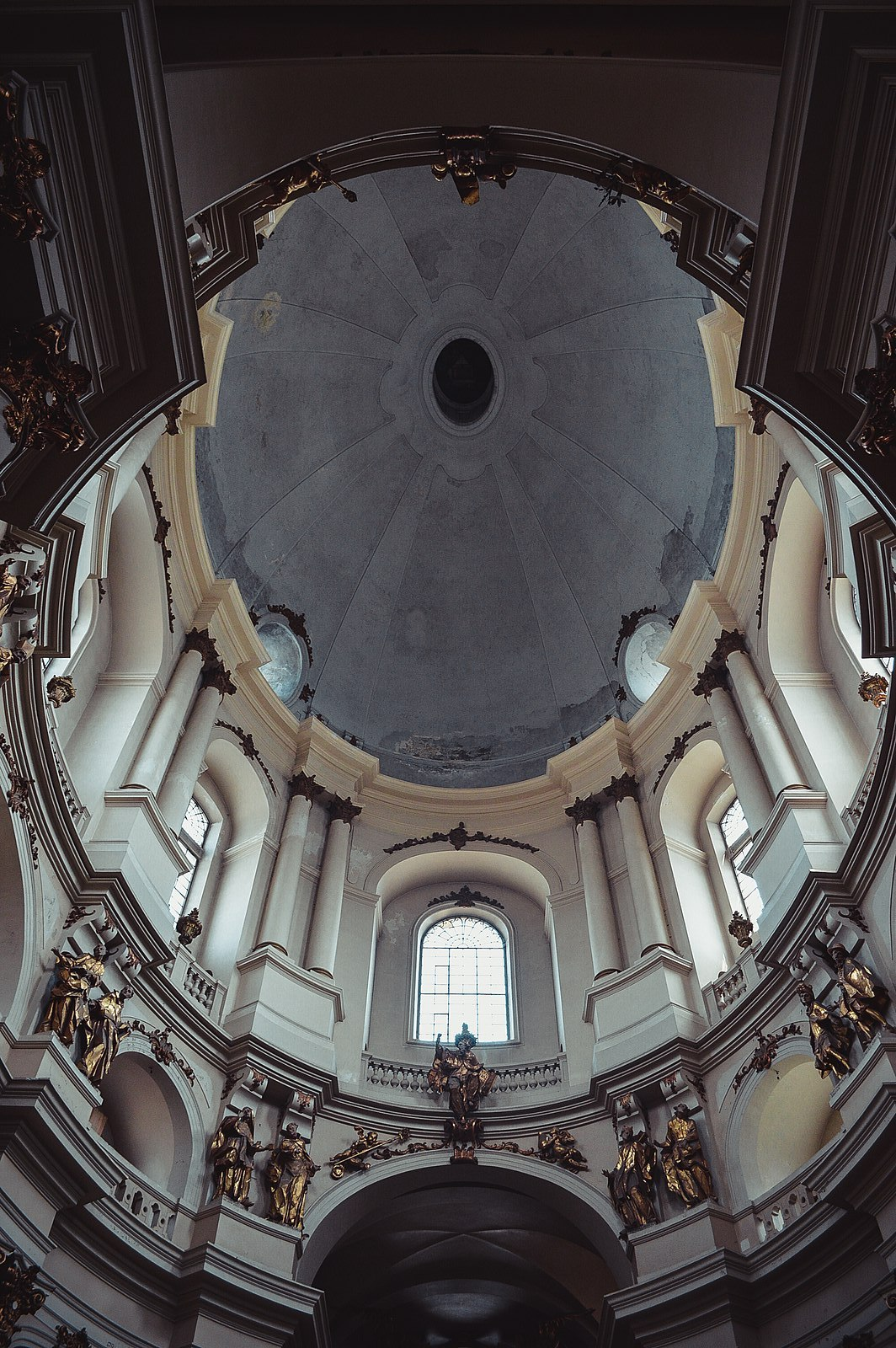
Dominikanerkirche, Lwiw: Innenansicht, Kuppel.
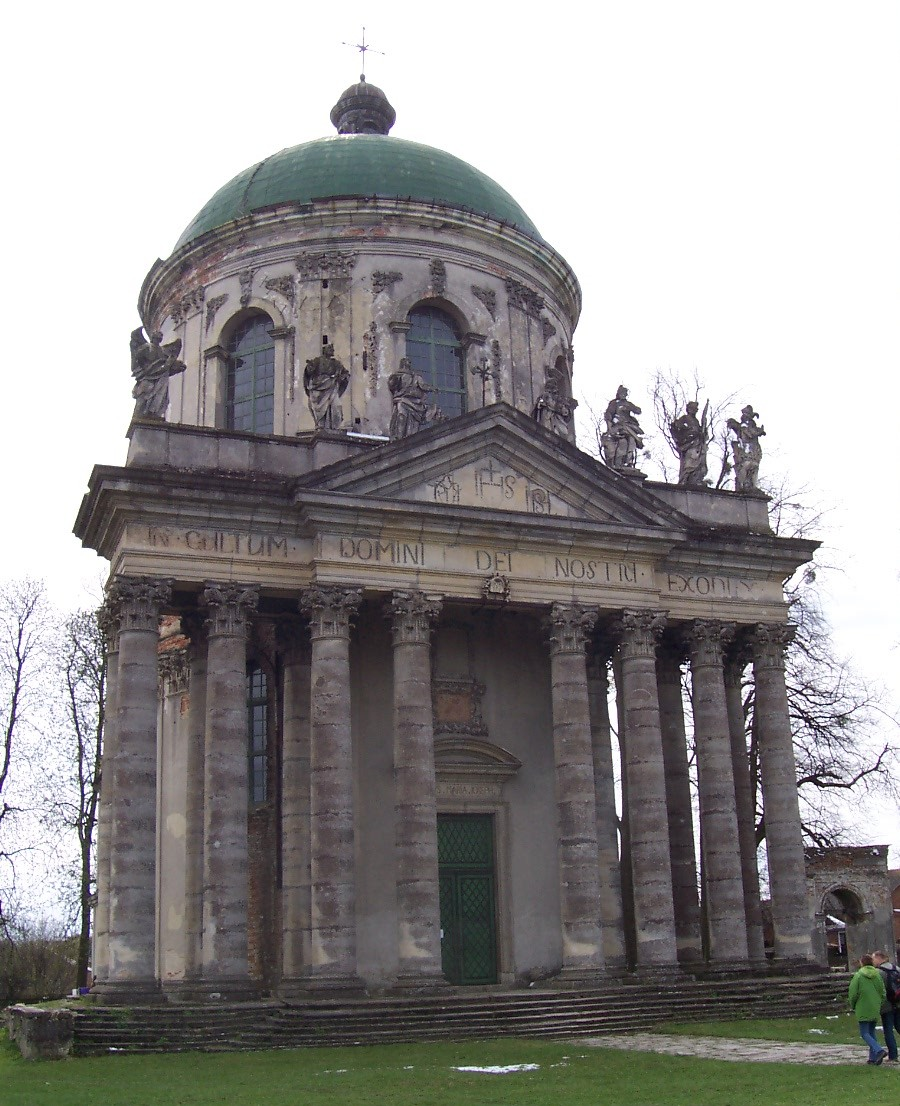
Bernardino Zanobi de Gianotis: Schlosskirche, Pidhirzi, Ukraine.
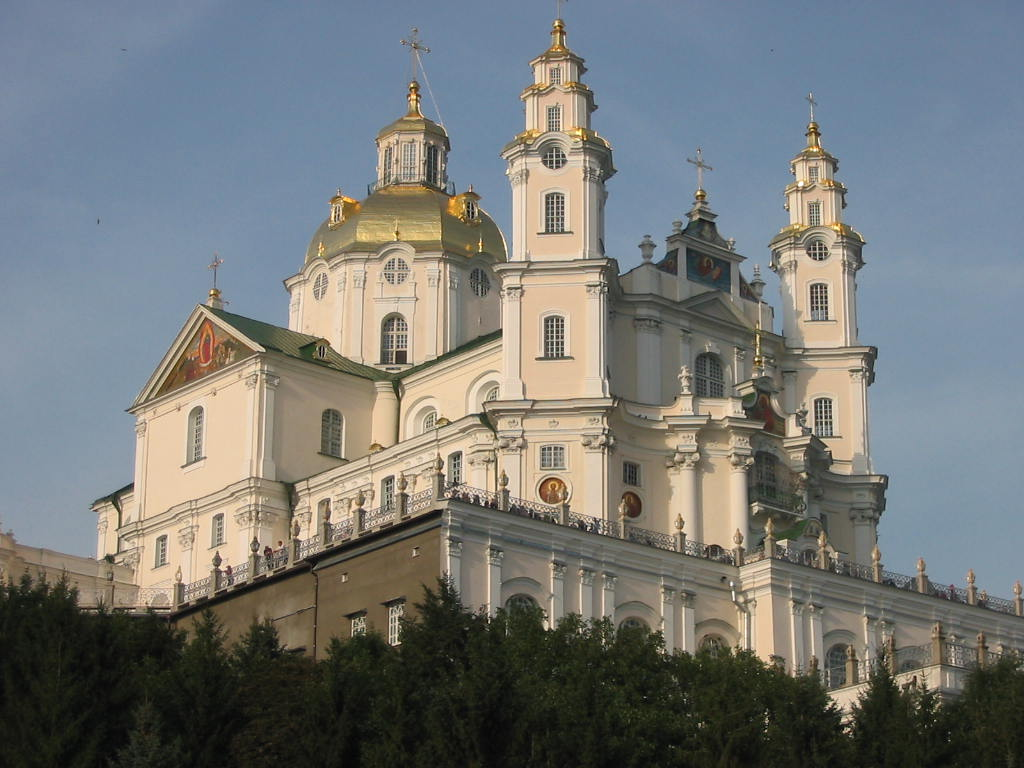
Gottfried Hoffmann: Mariä-Entschlafens-Kathedrale, Potschajiw, Ukraine.
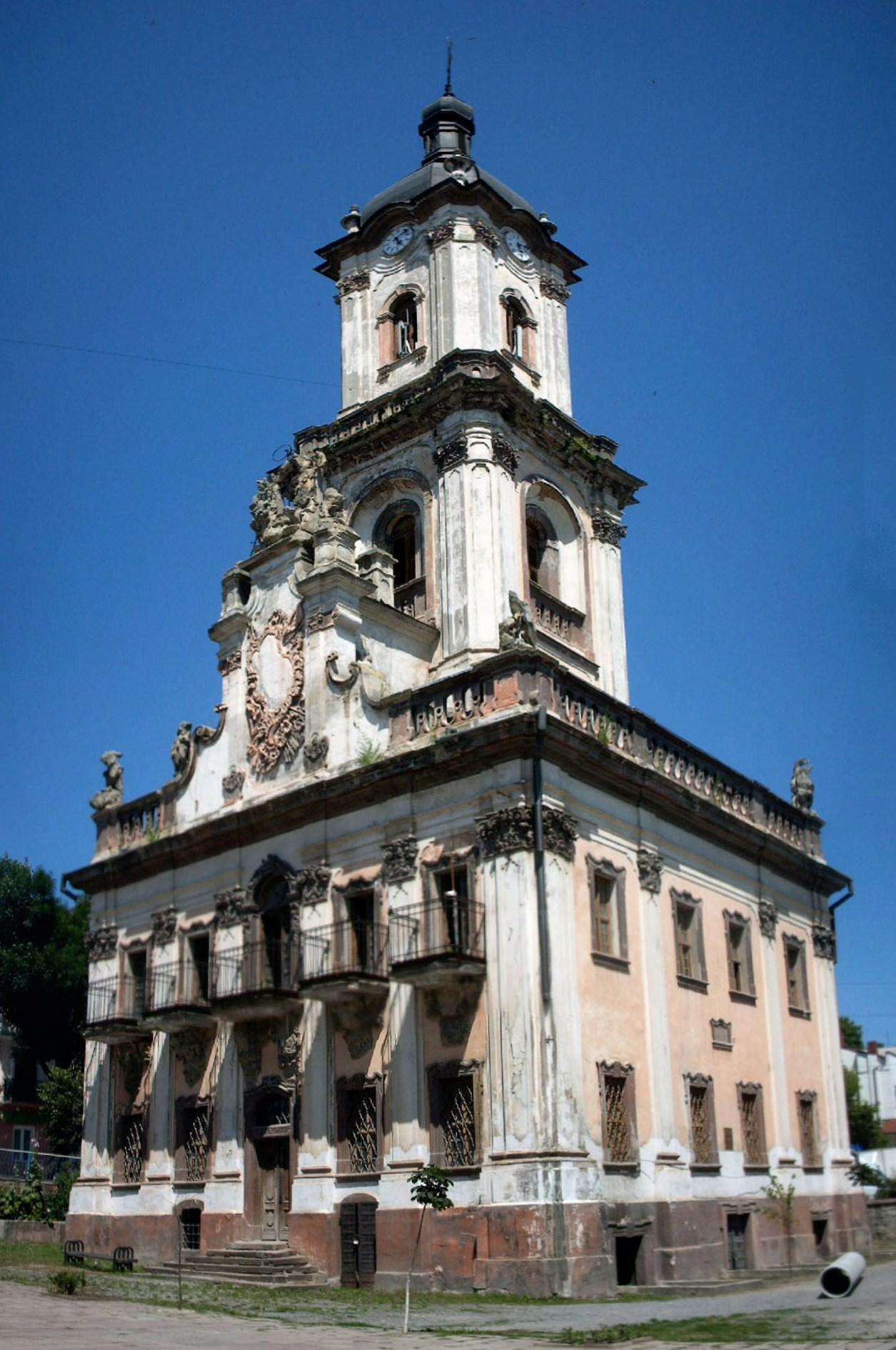
Bernard Meretyn: Rathaus, Butschatsch, Ukraine.
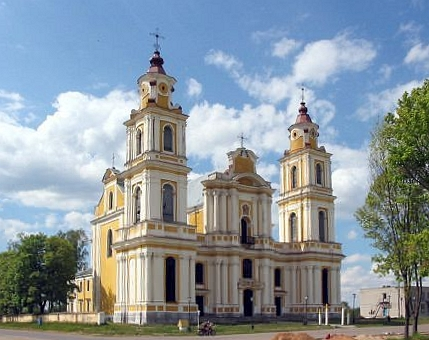
Giacomo Fontana: Mariä-Himmelfahrts-Kirche, Budslau, Belarus
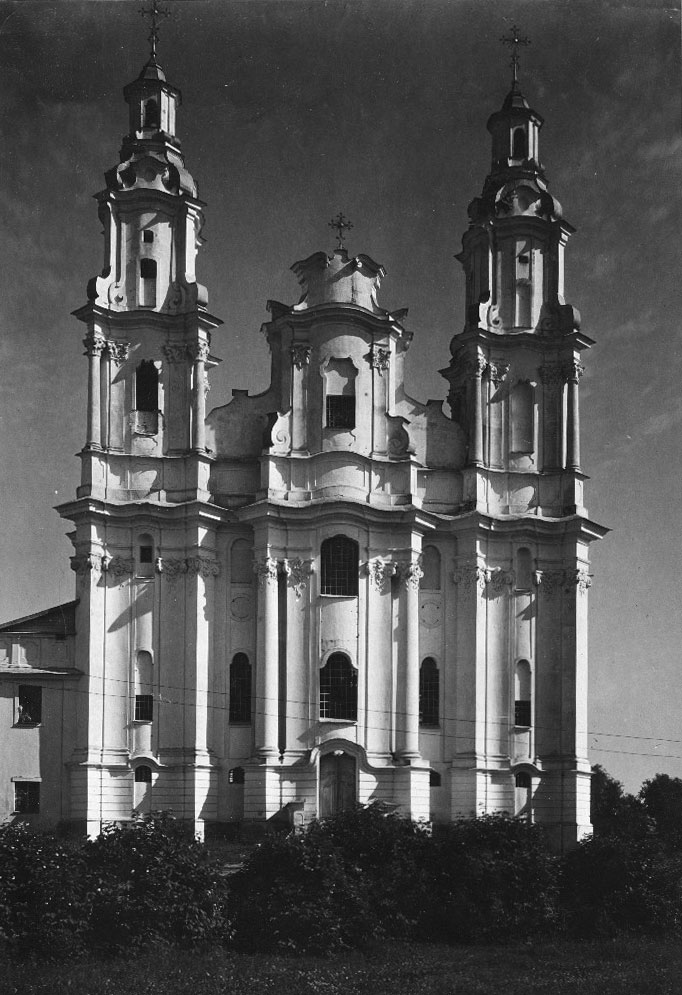
Basilianerkirche, Bieraźviečča, Belarus (zerstört)

## Hinweis
Die Liste der Bauwerke ist dem Abschnitt Okres późnego baroku (Die Zeit des späten Barocks) des Artikels Architektura barokowa w Polsce (Barockarchitektur in Polen) auf pl.wikipedia.org  entliehen. Vgl. dort auch den Artikel Architektura rokokowa na kresach dawnej Rzeczypospolitej (Rokoko-Architektur am Rande der ehemaligen Rzeczpospolita).